# District de Kapiti Coast

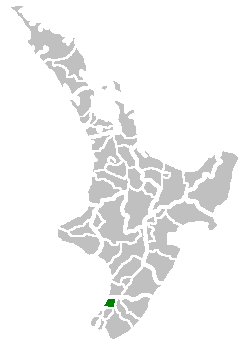
Localisation du district sur une carte de l'île du Nord

Le district de Kapiti Coast est situé au sud-ouest de la région de Wellington, sur l'île du Nord de la Nouvelle-Zélande. Il occupe une grande partie de la Kapiti Coast, une région pas très bien définie qui s'étend depuis environ Porirua jusqu'à la côte du district de Horowhenua.
Le nom du district est tiré de l'île de Kapiti, une île à quelques kilomètres de la côte. Certains habitants des districts situés au nord et au sud du district de Kapiti Coast se considèrent habitants de la côte de Kapiti parce que cette île est bien visible depuis leur côte.
Le district s'étend sur 731,25 km2. Il est administrativement rattaché à la région de Wellington mais il est en grande partie socialement distinct de Wellington et de la vallée du Hutt. Beaucoup de ses habitants travaillent dans la capitale et de nombreux Néo-Zélandais choisissent d'y passer leur retraite.
Parmi les villes les plus importantes du district on trouve Paekakariki, Raumati, Paraparaumu, Waikanae et Otaki, ainsi que d'autres, plus petites, comme Maungakotukutuku, Otaihanga et Peka Peka. Paraparaumu, considérée comme la ville la plus importante du district, est située à 55 km au nord de Wellington.

## Sources
- (en) Kapiti Coast District Council
- (en) Final counts – census night and census usually resident populations, and occupied dwellings - Wellington Region, Statistics New Zealand

- (en) Cet article est partiellement ou en totalité issu de l’article de Wikipédia en anglais intitulé « Kapiti Coast District » (voir la liste des auteurs).